# Аморфний вуглець
Амо́рфний вугле́ць — стан вуглецю з неврегульованою структурою (сажа, кокс, деревне вугілля).
В основі будови аморфного вуглецю лежить розупорядкована структура монокристалічного графіту. Завжди містить домішки.
У природі не зустрічається. Його одержують штучно з різних сполук, що містять вуглець. Аморфний вуглець, або просто аморфне вугілля, насправді є кристалічним, але його кристалики такі малі, що їх не видно навіть у мікроскоп. Фізичні властивості «аморфного» вуглецю значною мірою залежать від дисперсності частинок та від наявності домішок.
Найважливішими технічними сортами аморфного вуглецю є сажа, технічний вуглець і деревне вугілля.
Сажа являє собою найчистіший аморфний вуглець. У промисловості її одержують здебільшого термічним розкладом метану, а також при спалюванні різних органічних речовин при недостатньому доступі повітря. Сажу широко застосовують як наповнювач у виробництві гуми з каучуку, а також для виготовлення друкарських фарб, туші тощо.

## Різновиди
- Активоване вугілля
- Деревне вугілля
- Викопне вугілля: антрацит
- Кокс (кам'яновугільний, нафтовий та ін.)
- Скловуглець
- Технічний вуглець
- Сажа
- Вуглецева нанопіна

На практиці, як правило, перераховані вище аморфні форми є хімічними сполуками з високим вмістом вуглецю, а не чистою алотропною формою вуглецю.